# Jorge Gutiérrez (Boxer)
Jorge Gutiérrez Espinosa (* 18. September 1975) ist ein ehemaliger kubanischer Boxer. Gutiérrez war Gewinner der Panamerikanischen Spiele 1999, Silbermedaillengewinner der Weltmeisterschaften 1999 und Olympiasieger 2000.

## Karriere
1994 gewann Gutiérrez die Juniorenweltmeisterschaften (U19) im Halbmittelgewicht (bis 71 kg). 
Gutiérrez war kubanischer Meister der Jahre 1999 und 2000. In den Jahren 1997 und 1998 musste er sich Im Finale jeweils Ariel Hernández geschlagen geben.
1997 nahm Gutiérrez an den Panamerikanischen Meisterschaften teil und konnte diese im Mittelgewicht (bis 75 kg) gewinnen. Bei den Zentralamerikanischen- und Karibikspielen 1999 errang er ebenfalls die Goldmedaille, startete diesmal aber im wieder im Halbmittelgewicht. Im selben Jahr startete er auch bei den Panamerikanischen Spielen und konnte auch diese Gewinnen. Bei den Weltmeisterschaften 1999 erreichte Gutiérrez nach Siegen über Nikola Sjekloca, Jugoslawien (9:1), Malik Dziarra, Belarus (8:2), Dilshod Yarbekov, Usbekistan (8:1), und Ermakhan Ibraimov, Kasachstan, das Finale, welches er aufgrund einer Verletzung kampflos gegen Marian Simion, Rumänien, verlor und damit die Silbermedaille gewann. 
Bei den Olympischen Spielen 2000 gewann Gutiérrez im Mittelgewicht (75 kg) die Goldmedaille. Im Laufe des Turniers schlug er Adrian Diaconu, Rumänien (KO 1.), Wugar Alakparow, Aserbaidschan (19:9) und im Finale Gaidarbek Gaidarbekow, Russland (17:15).
Anfang des Jahres 2001 verlor Gutiérrez im Finale der kubanischen Meisterschaften gegen Yordanis Despaigne (10:8). Nach einem frühen Ausscheiden beim Chemiepokal 2001 und einer weiteren Niederlage gegen Despaigne beim renommierten Giraldo-Cordova-Cardin-Turnier zog sich Gutiérrez aus dem Ring zurück.
| Personendaten    | Personendaten                                  |
| ---------------- | ---------------------------------------------- |
| NAME             | Gutiérrez, Jorge                               |
| ALTERNATIVNAMEN  | Gutiérrez Espinosa, Jorge (vollständiger Name) |
| KURZBESCHREIBUNG | kubanischer Boxer                              |
| GEBURTSDATUM     | 18. September 1975                             |